# Argostemma elongatum
Argostemma elongatum är en måreväxtart som beskrevs av Henry Nicholas Ridley. Argostemma elongatum ingår i släktet Argostemma och familjen måreväxter. Inga underarter finns listade i Catalogue of Life.